# Драфт (спорт)
Драфт у спорті (англ. draft) — процедура вибору професійними командами гравців, що не мають активного контракту з жодною з команд у лізі. Коли команда вибирає гравця, вона отримує ексклюзивні права на підписання контракту з цим гравцем, і жодна інша команда в лізі не може його підписати.

## Загальний опис
Найбільш відомим типом драфту є драфт допуску (частіше просто драфт), який використовується для того, щоб розподілити гравців, які тільки нещодавно дістали можливість грати в лізі. Залежно від виду спорту, гравці можуть приходити зі спортивних команд коледжів, середніх шкіл, юнацьких команд або команд з інших країн.
Драфт допуску запобігає витратним війнам заявок за юних талановитих гравців і гарантує, що жодна команда не може укласти контракт з усіма найкращими юними гравцями й позбавити лігу видовищності. Щоб підтримувати рівність, команди, які показали низький результат у попередньому сезоні, зазвичай здобувають право першого вибору в післясезонному драфті, іноді з проведенням «лотереї», щоб відбити у команд бажання спеціально програвати матчі заради останнього місця.
Інші типи драфтів включають драфт розширення, в якому нова команда вибирає гравців з інших команд у лізі; і драфт зменшення, в якому команди, що залишилися в лізі, вибирають гравців зі складу команди, яка тільки що покинула лігу.
Драфти зазвичай отримують дозвіл під антимонопольними законами або законами про обмеження свободи торгівлі, тому що вони включені в угоду про колективне співробітництво між лігами і профспілками гравців. Ці угоди головним чином обумовлюють те, що після певної кількості сезонів гравець, чий контракт закінчився, стає вільним агентом і може підписати контракт з будь-якою командою. Вони також дозволяють мінімізувати або максимізувати зарплати тільки-но задрафтованных гравців.
Президент Національної футбольної ліги Джозеф Карр заснував драфт в 1935 році як спосіб обмежити платіжні відомості команд і послабити домінування постійних учасників ліги. Він був прийнятий попередником Національної баскетбольної асоціації у 1947; Національною хокейною лігою в 1963; і Головною лігою бейсболу в 1965 році, незважаючи на те, що драфтові системи використовувалися в бейсболі з 19 століття.
Драфти рідко використовуються в футболі (крім MLS), де більшість професійних клубів отримують молодих гравців через трансфери з більш скромних клубів або вирощують їх у власних академіях. Система підготовки молодих гравців безпосередньо управляється самими командами, які виховують гравців з самого дитинства. Натомість, рівність у футболі забезпечується шляхом вибування і підвищення в класі, що автоматично виключає найслабші команди в обмін на найсильніші команди наступної за силою ліги. Подальша доля бідних команд кардинально відрізняється: північноамериканські команди мають можливість виступити краще за допомогою драфту після невдало проведеного сезону, а в Європі клуб замість цього буде знижений в класі в наступну по силі лігу з меншим бюджетом і престижем, потенційно збільшуючи його проблеми.

## Австралія

### Драфт АФЛ
У головному змаганні за австралійськими правилами футболу, драфт був введений в 1986 році (коли турнір носив назву Вікторіанська футбольна ліга). Це було зроблено у відповідь на зростаючі вартості трансферів і зарплати гравців у той час, які, у поєднанні зі зниженням відвідуваності, погрожували пустити лігу під укіс. Це також було результатом відмови від зонування країни, введеного в кінці 1960-х років, що призвело до систематичної нерівності, за допомогою чого клуби з більш сильних зон, таких як «Карлтон» і «Готорн», могли домінувати над клубами з більш бідних зон, такими як «Мельбурн».
У драфті АФЛ клуби отримують піки в залежності від місця, яке вони зайняли в останньому сезоні. Тому команди, які фінішували в нижній частині таблиці АФЛ, отримують перші піки драфту. Також, будь-яка команда, яка фінішує на меншій позиції в таблиці протягом декількох сезонів, отримує пріоритетні піки.
Національний драфт АФЛ проводиться в листопаді разом з передсезонним драфтом, а драфт новачків проводиться у вересні.

### Драфт NSWRL
У 1991 році була введена перша система драфту в регбіліг. Драфт дозволяв командам комплектуватися гравцями по системі, заснованій на місці, зайнятому клубом у попередньому сезоні. Він проводився за участю «дерев'яних ложок» — команд, які посіли гірші місця, — які отримували право першого вибору, і кращих команд, які вибирали гравців останніми. Драфт проводився лише один сезон, перш ніж був відмінений у суді гравцями і тренерами, що виступали проти його обмежень

## Європа

### Драфт юніорів КХЛ
Коли Російська суперліга була перетворена в Континентальну хокейну лігу, угода про колективне співробітництво між КХЛ і його гравцями ввела драфт, починаючи з найпершого розіграшу ліги. Він також дозволяє командам використовувати піки першого раунду драфту, щоб вибрати захищених гравців з молодіжної системи клубу.

## Північна Америка

### Драфт НФЛ
Порядок драфту в НФЛ визначений за принципом зростання результату (найгірша команда минулого сезону отримує право першого вибору, переможець Супер Боула вибирає гравців останнім). Драфт складається з 7 раундів, таким чином, кожна команда має можливість провести 7 виборів, плюс будь-які компенсаційні вибори, які команда отримує в результаті надання гравцеві статусу вільного агента (кожен рік дається до 32 компенсаційних виборів). Командам дозволено обмінюватися піками драфту (але не компенсаційними виборами) між собою в обмін на інші піки драфту або гравців.
Так як НФЛ вимагає, щоб гравці були випущені з середньої школи за три роки до проведення драфту, гравці вибираються практично ексклюзивно з програм університетського футболу Національної асоціації студентського спорту.
Драфт НФЛ став одним з ключових подій у календарі американського футболу, і кожен квітень він транслюється по телебаченню. В останні роки він проводиться в нью-йоркському «Радіо-сіті-мюзік-холі», але в 2015 році він пройшов в «Аудіторіум театрі» в Чикаго.

### Драфт НБА
Драфт НБА, який проводиться щоліта в театрах Нью-Йорка, триває лише два раунди. Замість автоматичного надання права вибору першого номера драфту найгіршій команді попереднього розіграшу НБА проводить лотерею драфту, щоб визначити володаря права першого вибору. Три перших номери драфту розподіляються по ймовірності вибору серед 14 команд, які не змогли потрапити в плей-офф в останньому сезоні. Це відбиває у команд бажання програвати, щоб отримувати право першого вибору, але також призводить до інших суперечностей.
Команди НБА вибирають гравців з NCAA і команд з-за океану. Раніше було прийнято вибирати гравців безпосередньо з середньої школи, але в 2006 році НБА забажала, щоб гравці чекали рік після закінчення середньої школи до того як заграти в НБА. Практично всі найкращі гравці Сполучених Штатів таким чином грають як мінімум один рік у коледжі.

### Драфт НХЛ
НХЛ проводить післясезонний драфт, що складається з семи раундів. Як і НБА, для визначення команди, яка отримає право першого вибору, НХЛ використовує лотерейну систему. Всі 14 команд, які не змогли потрапити в плей-офф, беруть участь у лотереї, переможець якої отримує право першого вибору. Будь-який північноамериканський гравець у віці від 18 до 20 років і будь-який гравець з-за океану у віці від 18 років до 21 року, має право виставити свою кандидатуру на драфт. Головним чином, гравці вибираються з юнацьких хокейних команд, команд середніх шкіл, НАСС і заокеанських клубів.
Незвичайним побічним ефектом драфту НХЛ є те, що деякі перспективні гравці високого класу, особливо ті, хто грає завдяки своїй повній прийнятності коледжному хокею США, більше не мають права брати участь у драфті в той момент, коли вони потрапили в НХЛ. Цим гравцям відразу ж дозволяється укласти контракт з будь-якою командою, яка їх вибере; Через те, що сезон НАСС закінчується відразу ж після завершення строків обміну гравців НХЛ, такі гравці зазвичай підписуються щоб зберегти позиції, які команди не могли заповнити шляхом обмінів.
НХЛ змінює місце проведення драфту серед міст, що мають команду в лізі. Як і в бейсболі, гравці, які вибираються в драфті, зазвичай повинні проводити кілька років у розвитку, або в юнацькому хокеї, або в нижчих лігах, перш ніж потрапити до складу команди НХЛ; зазвичай, тільки один або два піки драфту, головним чином ті, від кого чекають того, що вони стануть суперзірками, потрапляють безпосередньо з драфту в НХЛ (наприклад, Сідні Кросбі або Яромир Ягр).
Три головні юнацькі ліги, які складають Канадську хокейну лігу, також проводять драфти юніорів у своїх територіях.

### Драфт МЛБ
Головна ліга бейсболу щороку проводить два драфту. У червні проходить драфт новачків. Брати участь у драфті можуть лише гравці з Канади, США або територій США; гравці з інших територій є вільними агентами і можуть бути підписані будь-якою командою. Учасниками драфту є випускники середніх шкіл, які вирішили не вступати до коледжу; колледжні гравці на чотирирічному навчанні, які відіграли три роки або яким виповнився 21 рік; або гравці з вищих навчальних закладів. Драфт триває 50 раундів. Драфт МЛБ головним чином привертає менше уваги, ніж драфти в інших північноамериканських видах спорту, так як гравці, які беруть участь у драфті, зазвичай проводять кілька років у нижчих лігах до того, як вони потрапляють до складу команди МЛБ. Також, на відміну від драфтів MLS, НФЛ, НБА та НХЛ, драфт МЛБ проходить під час сезону замість міжсезоння.
У грудні МЛБ проводить більш короткий Драфт за правилом 5. Якщо організація затримує гравця в нижчих лігах певну кількість років, інші команди можуть вибрати його в драфті за правилом 5. Команда, яка робить вибір, повинна тримати гравця в своєму складі у вищій лізі; вона не може помістити гравця в свою власну систему нижчих ліг.

### Драфт MLS
Головна ліга футболу (MLS) кожен рік проводить три типи драфта: Супердрафт MLS, додатковий драфт MLS і драфт розширення MLS.

### Драфт WNBA
Драфт WNBA проводиться кожну весну в штаб-квартирі ліги в Сікокусі в Нью-Джерсі. З 2005 по 2008 рік, драфт проводився у місті, який приймав Фінал чотирьох жіночої ліги НАСС. Тепер драфт триває три раунди, в яких кожна із 12 команд ліги отримує по три піки. Порядок вибору для команд, які в попередньому сезоні вийшли в плей-оф, ґрунтується на положенні в регулярному сезоні. Команда з найкращим результатом у сезоні отримає право вибору останньою. Так як в плей-офф WNBA потрапляє вісім команд, останні вісім пік визначаються за цим методом. Для чотирьох команд, які не зуміли потрапити в плей-оф, проводиться процес вибору інших чотирьох пік драфту, схожий на лотерею драфта НБА.

### Драфт CFL
Канадська футбольна ліга проводить свій щорічний драфт перед стартом сезону, або в кінці квітня або на початку травня. Раніше він проводився як частина щорічних зустрічей ліги в Гамільтоні, але тепер проводиться на вимогу конференції, а два перших раунди транслюються в прямому ефірі на TSN. З 2013 року драфт складається з семи раундів, а команди здійснюють вибір в порядку зростання результату в останньому сезоні. Як і в драфті НФЛ, дуже поширений обмін піками драфту, що означає, що команда не обов'язково буде мати сім пік в даному драфті.
Драфт обмежений для гравців, які росли в Канаді з дитинства. Відповідні гравці можуть бути вибрані і з програм Канадського міжвузівського спорту, і з програм університетського спорту США (в останню входить одна канадська школа, університет Саймона Фрейзера).
Закордонні гравці, які можуть становити до половини заявки команди CFL, не беруть участь у драфті і потрапляють в лігу як вільні агенти.

## Драфт катастрофи
Головні професіональні спортивні ліги (в тому числі КХЛ, МЛБ, NBA, NFL і НХЛ) мають особливі плани на випадок непередбачених обставин по перебудові команди, якщо в результаті нещасного випадку або іншого лиха гине або вибуває з ладу багато гравців.

## Розчарування драфту
Розчарування драфту відбувається тоді, коли широко розрекламований і перспективний гравець не виправдовує очікування. Це може відбутися з різних причин, але найпоширенішими є травми або нездатність виступати на професійному рівні. Гравець також вважається великим розчаруванням драфту, якщо більш успішні гравці вибираються після нього або неї. Приклад розчарування драфту стався з «Сан-Дієго Чарджерс» на Драфті НФЛ 1998. «Чарджерс» вибрав перспективного квотербека Раяна Ліфа із загальним другим номером драфту після Пейтона Меннінга. Однак, Ліф зміг відіграти тільки два роки за «Чарджерс» і провести за них тільки 18 матчів у стартовому складі (і виграти тільки 4 з них) перед тим як покинути клуб Іншими часто згаданими прикладами є Джеймаркус Расселл, Тоні Мандаріч і Акілі Сміт В НБА таким прикладом є Ларю Мартін, обраний під загальним першим номером на Драфті НБА 1972 року попереду Боба Макаду і Джуліуса Ірвінга. Макаду і Ірвінг увійшли в Баскетбольний Зал слави імені Нейсмита і обидва зазвичай згадуються як найкращі гравці всіх часів, тоді як Мартін провів лише 4 сезони в НБА, набираючи за кар'єру в середньому трохи більше 5 очок за гру, перед тим як піти зі спорту як найбільше розчарування драфту НБА за весь час. Іншими розчаруваннями драфта НБА можна назвати Сема Боуї (1984; який мав помірно результативну, хоч і повну травм, кар'єру, але що особливо додавало йому ганьби, так це те, що він був обраний на драфті попереду самого Майкла Джордана), Майкл Оловоканді (1998), Кваме Браун (2001), Дарко Миличич (2003), Адам Моррісон (2006) і Грег Оден (2007). Відомими розчаруваннями драфту МЛБ є Стів Чілкотт (1966), Брієн Тейлор (1991) і Метт Буш (2004), три перших піка драфту, які так і не змогли зіграти в головній лізі. Аутфілдер Джош Гемілтон (1999) також може вважатися розчаруванням драфту після того, як несподівано завершив свою кар'єру. Найвідомішим розчаруванням драфту НХЛ є Александр Дейгл (1993). Дейгл відомим завдяки вислову: «Я радий, що [я] був обраний під першим номером, тому що ніхто не пам'ятає другого.“» перед тим, як бути обраним Оттава Сенаторз». Під другим номером у тому році був обраний Кріс Пронгер.